# Skorineț, Cernihiv
Skorineț (în ucraineană Скорінець) este un sat în comuna Krasne din raionul Cernihiv, regiunea Cernihiv, Ucraina.

## Demografie
Componența lingvistică a localității Skorineț
     Ucraineană (98,53%)
     Alte limbi (1,11%)
Conform recensământului din 2001, majoritatea populației localității Skorineț era vorbitoare de ucraineană (98,53%), existând în minoritate și vorbitori de alte limbi.